# Gabriele Weber
Gabriele Weber, detta Gabi (...), è un'ex sciatrice alpina austriaca.

## Biografia
Discesista pura, la Weber nella stagione 1980-1981 fu 3º nella classifica di specialità in Coppa Europa; non prese parte a rassegne olimpiche né ottenne piazzamenti in Coppa del Mondo o ai Campionati mondiali.